# Verrue
Verrue és un municipi francès situat al departament de la Viena i a la regió de la Nova Aquitània. L'any 2007 tenia 374 habitants.

## Demografia

### Població
El 2007 la població de fet de Verrue era de 374 persones. Hi havia 160 famílies de les quals 52 eren unipersonals (32 homes vivint sols i 20 dones vivint soles), 64 parelles sense fills, 36 parelles amb fills i 8 famílies monoparentals amb fills.
La població ha evolucionat segons el següent gràfic:
Habitants censats

### Habitatges
El 2007 hi havia 256 habitatges, 170 eren l'habitatge principal de la família, 73 eren segones residències i 13 estaven desocupats. 253 eren cases i 2 eren apartaments. Dels 170 habitatges principals, 147 estaven ocupats pels seus propietaris, 19 estaven llogats i ocupats pels llogaters i 4 estaven cedits a títol gratuït; 2 tenien una cambra, 17 en tenien dues, 38 en tenien tres, 34 en tenien quatre i 79 en tenien cinc o més. 103 habitatges disposaven pel capbaix d'una plaça de pàrquing. A 72 habitatges hi havia un automòbil i a 81 n'hi havia dos o més.

### Piràmide de població
La piràmide de població per edats i sexe el 2009 era:
| Homes | Edats   | Dones |
| ----- | ------- | ----- |
| 0     | 95 o +  | 0     |
| 0     | 90 a 94 | 4     |
| 4     | 85 a 89 | 0     |
| 4     | 80 a 84 | 8     |
| 12    | 75 a 79 | 8     |
| 16    | 70 a 74 | 12    |
| 16    | 65 a 69 | 0     |
| 24    | 60 a 64 | 12    |
| 8     | 55 a 59 | 20    |
| 12    | 50 a 54 | 24    |
| 12    | 45 a 49 | 4     |
| 8     | 40 a 44 | 4     |
| 16    | 35 a 39 | 16    |
| 20    | 30 a 34 | 8     |
| 4     | 25 a 29 | 8     |
| 4     | 20 a 24 | 4     |
| 12    | 15 a 19 | 0     |
| 20    | 10 a 14 | 0     |
| 8     | 5 a 9   | 8     |
| 0     | 0 a 4   | 4     |

## Economia
El 2007 la població en edat de treballar era de 225 persones, 151 eren actives i 74 eren inactives. De les 151 persones actives 137 estaven ocupades (84 homes i 53 dones) i 14 estaven aturades (7 homes i 7 dones). De les 74 persones inactives 34 estaven jubilades, 12 estaven estudiant i 28 estaven classificades com a «altres inactius».

### Ingressos
El 2009 a Verrue hi havia 173 unitats fiscals que integraven 396,5 persones, la mediana anual d'ingressos fiscals per persona era de 14.133 €.

### Activitats econòmiques
Dels 19 establiments que hi havia el 2007, 2 eren d'empreses extractives, 1 d'una empresa alimentària, 3 d'empreses de fabricació d'altres productes industrials, 4 d'empreses de construcció, 4 d'empreses de comerç i reparació d'automòbils, 1 d'una empresa de transport, 2 d'empreses immobiliàries i 2 d'empreses de serveis.
Dels 3 establiments de servei als particulars que hi havia el 2009, 1 era una fusteria i 2 lampisteries.
L'únic establiment comercial que hi havia el 2009 era una fleca.
L'any 2000 a Verrue hi havia 33 explotacions agrícoles que ocupaven un total de 1.296 hectàrees.

## Poblacions més properes
El següent diagrama mostra les poblacions més properes.